# Thomas Edward Burke
Thomas Edward Burke (15 de gener de 1875, Boston - 14 de febrer de 1929) va ser un atleta estatunidenc que va competir al tombant del segle xx.
El 1896 va prendre part en els Jocs Olímpics d'Estiu d'Atenes, on guanyà la medalla d'or en les proves dels 100 metres (amb un temps de 12 segons) i 400 metres (amb un temps de 54,2 segons) del programa d'atletisme.En aquestes curses els espectadors i d'altres competidors van quedar sorpresos per l'estil, encara desconegut fora dels Estats Units, que emprava Burke en l'arrancada: es col·locava acotat.
Més tard s'especialitzà en curses de llarga distància, fou entrenador esportiu i, el 1897, fou un dels promotors de la Marató de Boston, inspirat en la marató dels Jocs Olímpics.
També destacà com a advocat i comentarista esportiu per alguns diaris de Boston.

## Millors marques
- 100 metres. 11,2" (1895)
- 200 metres. 22,6" (1897)
- 400 metres. 48,5" (1896)
- 800 metres. 1'55,9" (1897)[4]